# Régi vármegyeháza (Marosvásárhely)
A marosvásárhelyi régi vármegyeháza barokk stílusú, kétszintes épület a Bolyaiak terén, mely 1745–1943 között Marosszék, illetve Maros-Torda vármegye székházaként szolgált. Jelenleg műtermeknek, kiállításoknak ad otthont.

## Története
Az épület legrégebbi része valószínűleg már a 17. században állt. Egy részét Szalai György birtokolta, akit 1711-ben felségsértés vádjával elítéltek, tulajdonát pedig Marosszék vármegye sajátította ki. Az épület fennmaradó részét a vármegye megvásárolta, azonban kicsinek és alkalmatlannak bizonyult a hivatalok számára, ezért 1744–1745 között kibővítették. Az első közgyűlést 1745. április 13-án tartották az épületben. 1838-ban a vármegye megvásárolta a szomszédos telket a Református Kollégiumtól, és egy további szárnyat építettek az épülethez, melyet 1842-ben vettek használatba (itt volt a nagy gyűlésterem és a börtön).
A 20. század elején történő Bernády-féle városrendezés alkalmából felmerült egy új vármegyeháza építése a Főtéren, beilleszkedve annak szecessziós stílusába. A Komor és Jakab tervezte épület megvalósítására azonban már nem került sor az első világháború kitörése miatt. Az új, főtéri vármegyeháza épületét végül 1936–1942 között húzták fel modern stílusban, és 1943-ban költözött át az intézmény. Jelenleg az a Városháza épülete.
A régi vármegyeháza nagy részét lakásokká alakították át, jelenleg helyi képzőművészek műtermeinek, kiállításainak ad otthont.

## Leírása
Egyszerű barokk stílusban épült. Homlokzata a Bolyaiak terére néz; kilenc tengelyes, az ötödik és hatodik tengely között megtört. A homlokzat végein és a törésnél díszes táblákkal készült armírozás látható. A boltíves kapubejárat a harmadik tengelyben van, a kapuszárnyakra Marosszék címerét faragták (a Marost, Nyárádot, és Kis-Küküllőt jelző sávok, a Parisz-alma, búzakéve, szőlőtő, és a Szék zászlaja). Az épületszárnyak udvar felőli homlokzatát boltíves folyosók és barokk díszítésű tornácok jellemzik. A földszinti helyiségek donga- vagy csehsüveg boltozatúak, az emeletiek síkmennyezetesek.
Egy 1862-es leírás szerint: „Egy emeletes kőépület, készült 1746-ban, állítólag nagyobbára a m. sz. királyi régi kolostor köveiből, tégláiból, [...majd 1842-ben] célszeresen újíttatott, s ekkor egyenetlen négyszeg alakot kapott, nyugat felőli alsó részébe tétetvén emlékköve. [...] Felső emeletében vannak 12 kisebb és nagyobb szobák, melyek közül legnagyobb a közgyűlési szála, alól levéltári 4, levéltárnoki 1, börtönmesteri 3, őrszoba 1, konyha és kamra 3, raktár 1, börtön 13”.
A kapualjban latin nyelvű emléktábla van, amely azonban nem az építésre, hanem a Vármegyeháza 18. századi ideköltöztetésére vonatkozik.